# Melon (związek chemiczny)
Melon – organiczny związek chemiczny o nieokreślonej do końca strukturze chemicznej. Składa się z atomów węgla, azotu i wodoru w ugrupowaniach heptazynowych (C
6N
7), które połączone są mostkami −NH− i zawierają grupy =NH i −NH
2. Jest to bladożółte ciało stałe, nierozpuszczalne w większości rozpuszczalników. Melon jest pierwszym odkrytym związkiem zawierającym strukturę heptazyny, opisanym we wczesnych latach XIX w. Związek ten wzbudził zainteresowanie, gdy odkryto jego właściwości fotokatalityczne oraz stwierdzono, że jest prawdopodobnym prekursorem azotku węgla.

## Struktura
W 1834 roku Justus von Liebig opisał rodzinę związków chemicznych, które nazwał melaminą, melamem oraz melonem. Z uwagi na swoją nierozpuszczalność melon przez lata nie budził zainteresowania naukowców. W 1937 roku Linus Pauling wykazał metodą krystalografii rentgenowskiej, że struktury melonu i spokrewnionych z nim związków zawierały połączone pierścienie triazyny.
W 1940 C.E. Redemamm i H.J. Lucas zaproponowali strukturę składającą się z reszt 2-aminoheptazyny połączonych mostkami aminowymi tworzącymi wiązania z atomami węgla 5 i 8.
Badania związku przeprowadzone w 2001 określiły wzór jego cząsteczki jako C
60N
91H
33, składający się z 10 cząsteczek iminoheptazyny połączonych w liniowy łańcuch mostkami aminowymi utworzonymi pomiędzy atomami węgla i azotu C−N−N. Budowę oligomeru określa wzór H(−C
6N
8H
2−NH−)
10(NH
2).
Wyniki kolejnych badań strukturalnych melonu, opublikowane w roku 2007, były jednak zgodne ze strukturą Redemanna. Ustalono, że cząsteczki mają zygzakowatą budowę, a poszczególne łańcuchy łączą się za sobą wiązaniami wodorowymi tworząc warstwy.

Struktura melonu zaproponowana przez C.E. Redemanna (1939)
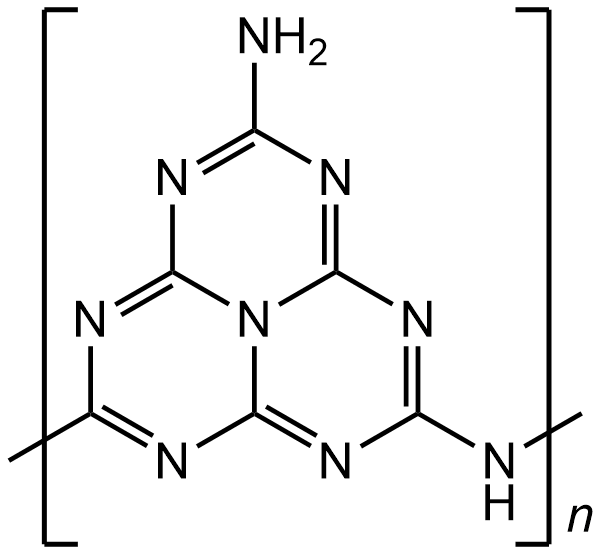
Budowa meru
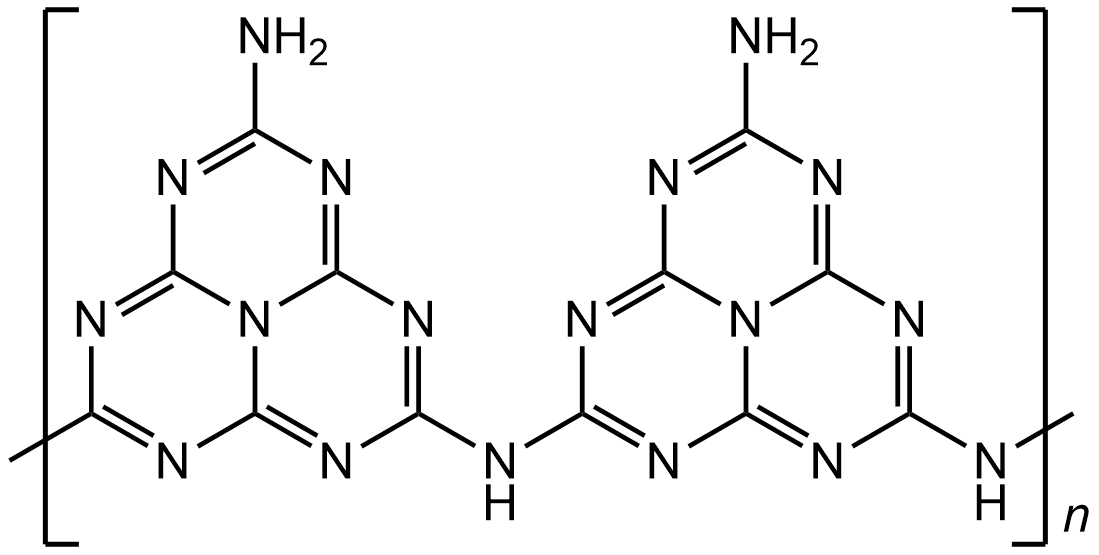
Struktura pokazująca połączenia pomiędzy dwoma merami

Struktura melonu zaproponowana przez T. Komatsu (2001)
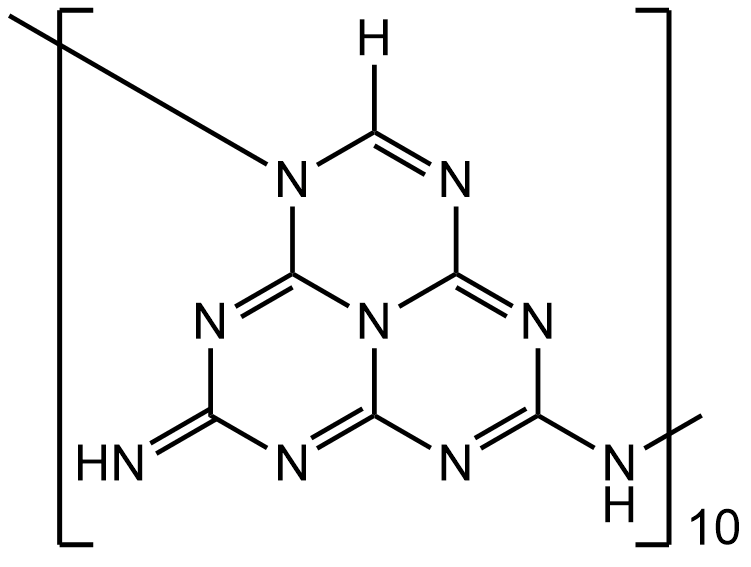
Budowa meru
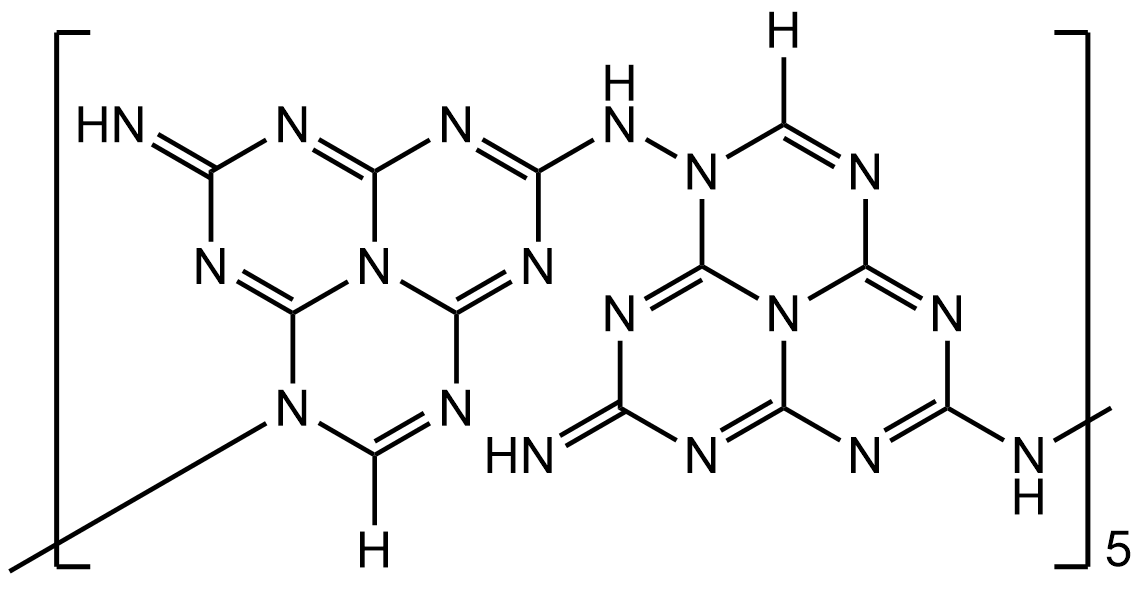
Struktura pokazująca połączenia pomiędzy dwoma merami

Struktura melonu zaproponowana przez B.V. Lotsch i współpr. (2007)
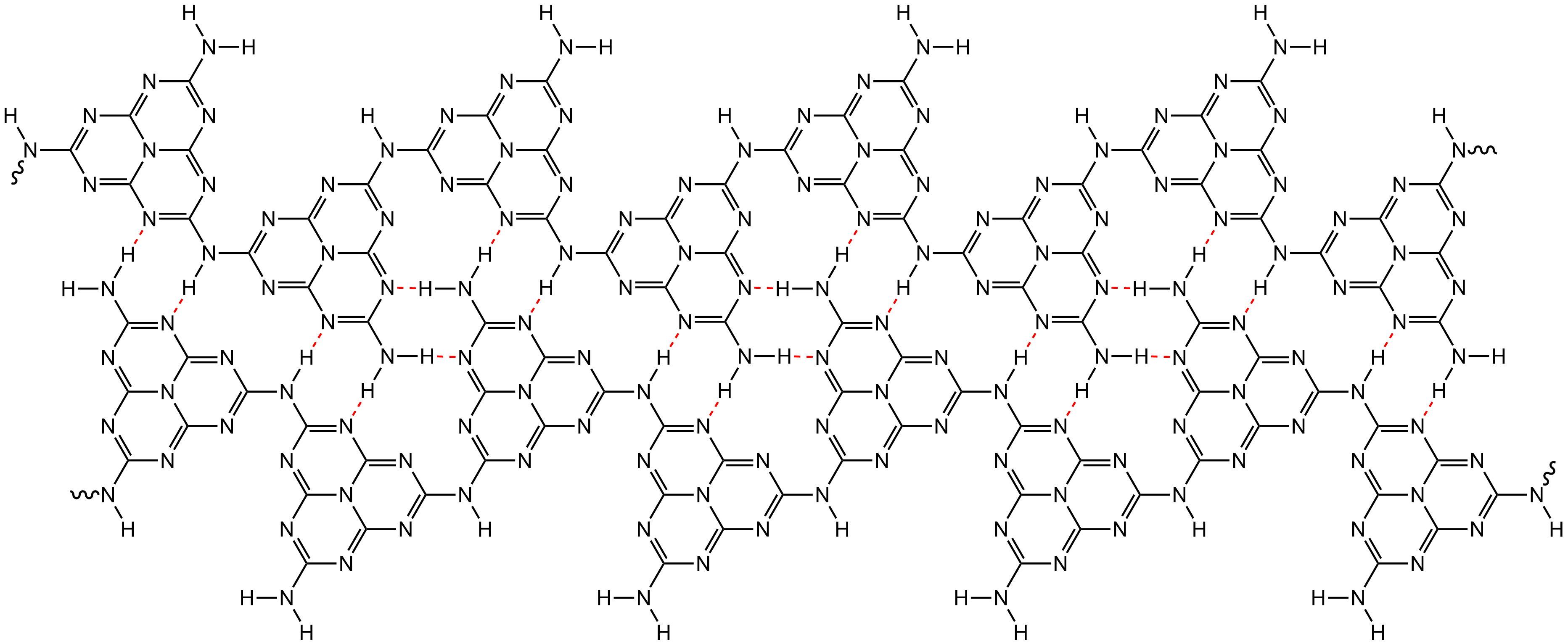
Struktura pokazująca fragment warstwy tworzonej przez łańcuchy poliheptazynowe połączone wiązaniami wodorowymi (czerwone)

## Zastosowanie

### Fotokataliza
W 2009 roku Xinchen Wang ze współpracownikami zauważyli, że pod wpływem światła słonecznego melon wykazuje działanie katalizujące reakcję rozkładu cząsteczki wody na atomy wodoru i tlenu. Tym samym melon stał się pierwszym odkrytym niemetalicznym katalizatorem, wykazując takie zalety jak niski koszt, łatwa synteza, pomijalnie mała toksyczność, wyjątkowa stabilność chemiczna i termiczna. Wadą jest jego umiarkowana wydajność jako katalizatora, jednak upatruje się możliwości jej zwiększenia poprzez domieszkowanie lub wytworzenie nanostruktur o oczekiwanych właściwościach.

### Prekursor azotku węgla
W latach 90. XX w. obliczenia wykazały możliwość istnienia teoretycznej cząsteczki β-C
3N
4 o strukturze analogicznej do β-Si
3N
4, która mogłaby wykazywać wyższą twardość od diamentu. Melon jest również prekursorem tzw. grafitowego azotku węgla (g-C
3N
4).